# Xanthosticta biplaga
Xanthosticta biplaga är en insektsart som beskrevs av Walker 1870. Xanthosticta biplaga ingår i släktet Xanthosticta och familjen hornstritar. Inga underarter finns listade i Catalogue of Life.